# Reject
Reject è un EP split tra i due gruppi punk statunitensi Anti-Flag e Against All Authority, pubblicato nel 1996. Tutte le tracce eccetto When It Comes Down sono state in seguito ripubblicate negli album successivi dei due complessi.

## Tracce
Lato A (Anti-Flag)
1. The Truth – 2:32
2. Anti-Violent – 2:57
3. Daddy Was A Rich Man Part II – 1:10

Lato B (Against All Authority)
1. Nothing To Lose – 2:04
2. When It Comes Down – 1:35
3. Haymarket Square – 2:08

## Formazione

### Anti-Flag
- Justin Sane – chitarra, voce
- Andy Flag – basso, voce
- Pat Thetic – batteria

### Against All Authority
- Danny Lore – basso, voce
- Joe Koontz – chitarra, voce d'accompagnamento
- Kris King – batteria
- Tim Farout – trombone
- Joey Jukes – tromba
- Tim Coats – sassofono